# هريدان (غرمسار كرمان)
هریدان (بالفارسية: هریدان) هي قرية تقع في إيران في قسم غرمسار الریفي.